# Mellrichstadt
Mellrichstadt är en stad i Landkreis Rhön-Grabfeld i Regierungsbezirk Unterfranken i förbundslandet Bayern i Tyskland.

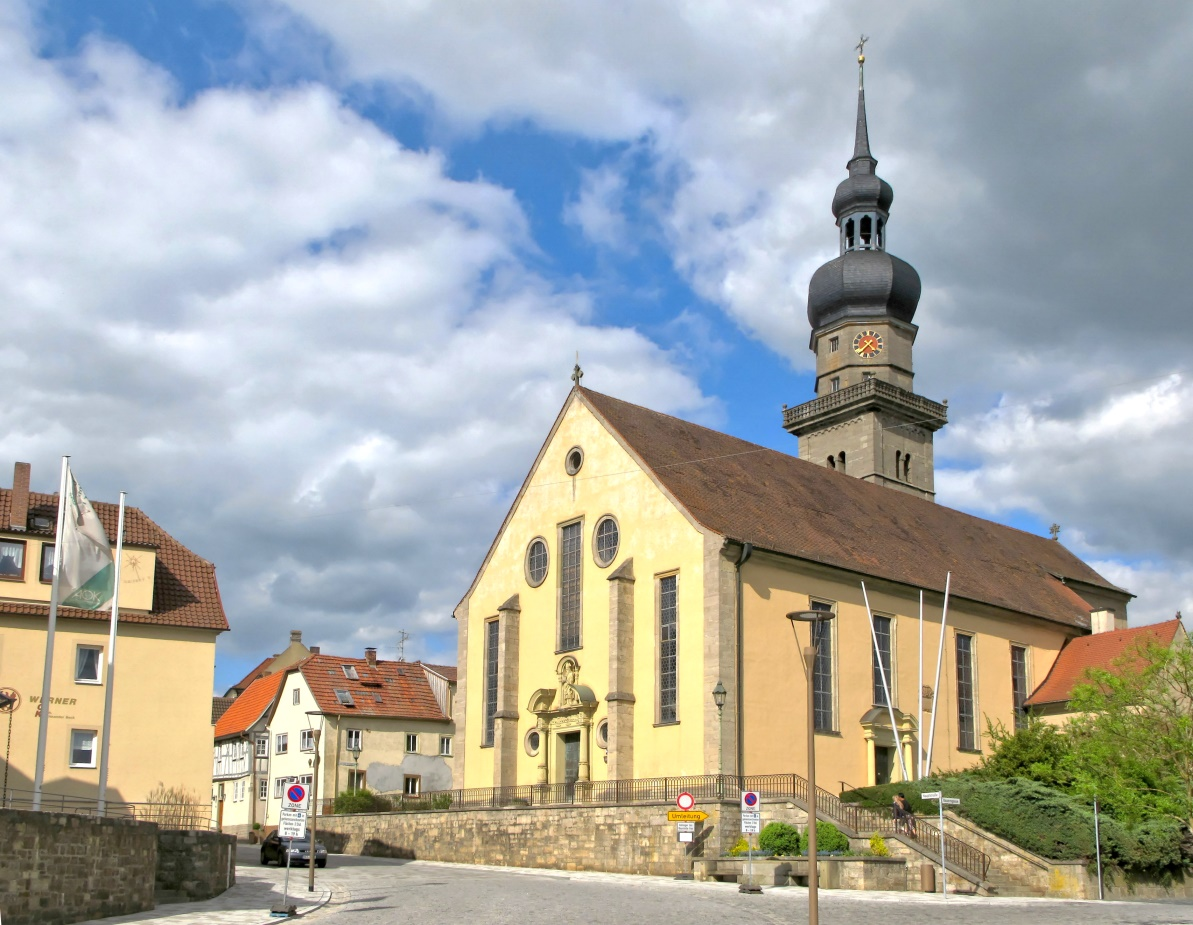

Staden ingår i kommunalförbundet Mellrichstadt tillsammans med kommunerna Hendungen, Oberstreu och Stockheim.